# شاين كوستا
شاين كوستا (بالإنجليزية: Shane Costa)‏ هو لاعب كرة قاعدة أمريكي، ولد في 12 ديسمبر 1981 في فيساليا في الولايات المتحدة.

## وصلات خارجية
- شاين كوستا على موقع دوري كرة القاعدة الرئيسي (الإنجليزية)
- شاين كوستا على موقعبيزبول رفرنس.كوم (الدوري الرئيسي) (الإنجليزية)
- شاين كوستا على موقعبيزبول رفرنس.كوم (الدوري الثانوي) (الإنجليزية)
- شاين كوستا على موقع إي إس بي إن.كوم (أم.أل.بي) (الإنجليزية)
- شاين كوستا على موقع مشجعي الرسوم البيانية (الإنجليزية)